# Velebit-Frauenmantel
Der Velebit-Frauenmantel (Alchemilla velebitica) ist eine Art aus der Gattung der Frauenmantel (Alchemilla).

## Merkmale

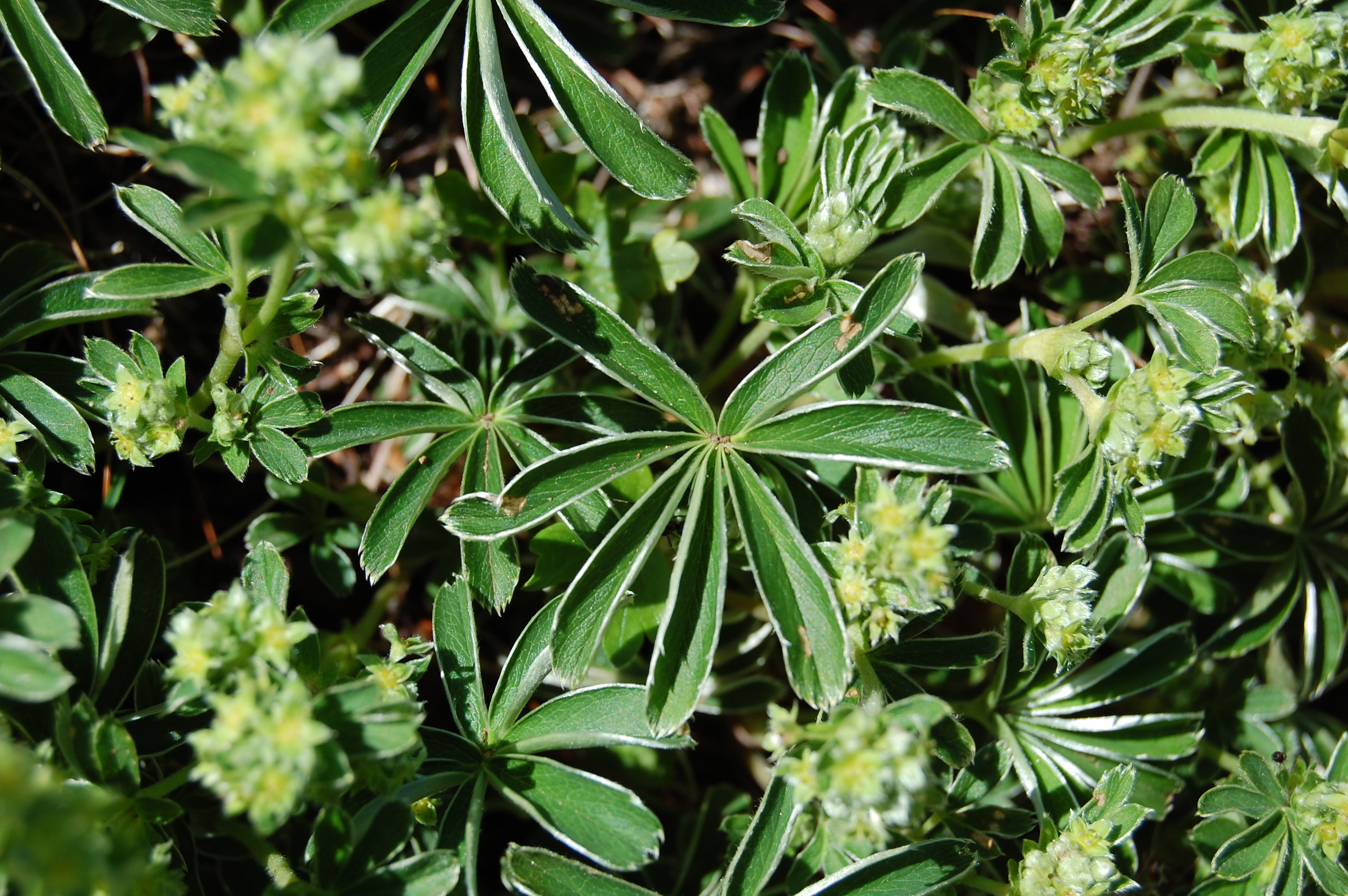
Blatt

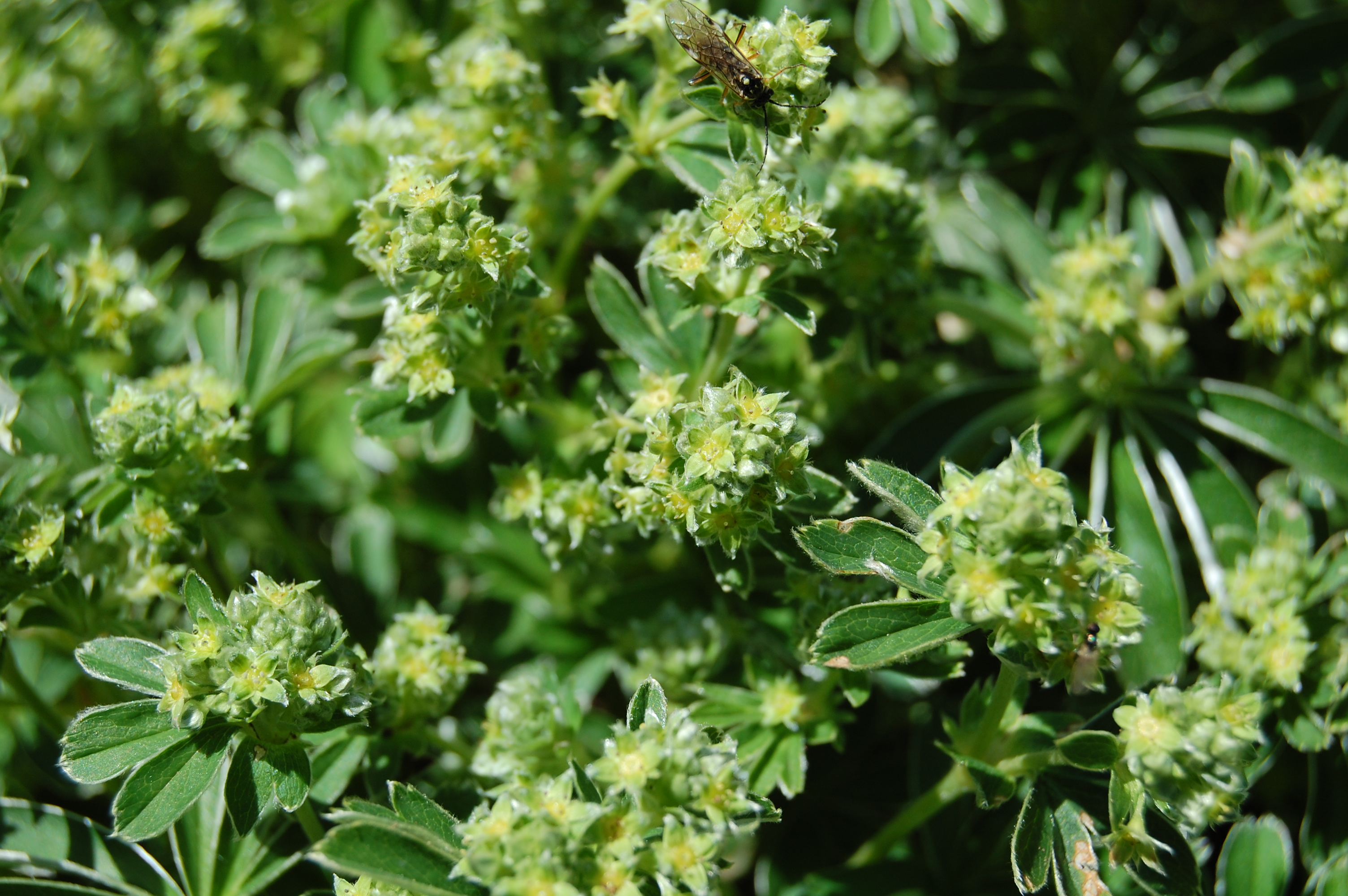
Blüte

Der Velebit-Frauenmantel ist eine ziemlich kräftige, mittelgroße Pflanze. Stängel und Blattstiele sind nicht gerötet. Der Stängel ist aufrecht bis kurz aufsteigend, 5 bis 25 Zentimeter lang und 1,2- bis 4-mal so lang wie die Blattstiele.
Die Blattspreiten der Grundblätter haben eine Breite von 1,5 bis 8 Zentimeter und sind flach, nieren- bis kreisförmig, meist bis 100 % des Radius eingeschnitten (bei einzelnen Blätter können auch nur bis zu 70 % eingeschnitten sein) und 225 bis 375° breit. Die Blättchen sind zwei- bis viermal so lang wie breit, verkehrteiförmig bis lanzettlich oder linealisch, abgerundet bis gestutzt, gefaltet bis flach und auf 55 bis 80 % der Länge ohne Zähne. Die Oberseite der Blätter ist glanzlos und gelbgrün bis graugrün, die Unterseite dicht silberweiß seidig. An den Blättchen befinden sich 5 bis 9 (selten bis 14) Zähne. Diese sind 0,7 bis 3 Millimeter lang (was ungefähr 4 bis 10 % des Radius der Spreite entspricht), 0,5 bis 5 Millimeter breit, parallel bis zusammenneigend, deutlich sichtbar und spitz. Der Endzahn ist kürzer. Die Zähne sind 0,3- bis 1,5-mal so lang wie breit, der Endzahn 1,3- bis 2,5-mal.
Der Blütenstand ist sehr schmal. An seinen Ästen sind in der Regel viele scheinährig gereihte Teilblütenstände vorhanden. Meist besitzen alle Blütenstiele am Grund Brakteen. Die Blütenstiele sind 1 bis 2 Millimeter lang, bei den Endblüten 2 bis 12 Millimeter. Die Blüten sind gelbgrün, 2 bis 5 Millimeter lang und 3 bis 6 Millimeter breit. Die Kelchblätter sind zuletzt aufrecht-spreizend und 1- bis 1,6-mal so lang wie breit. Die Griffel ragen wenig heraus. 20 bis 40 % der Länge der Nüsschen ragt heraus.

## Vorkommen
Der Velebit-Frauenmantel kommt im Dalmatischen Gebirge hauptsächlich im Velebit, daneben aber auch in Bosnien, Herzegowina, Makedonien und Albanien sowie am Südost-Rand der Alpen vor. In Slowenien ist die Art in den Julischen und Karnischen Alpen sowie auf dem Krainer Schneeberg zu finden, die Nordgrenze der Verbreitung ist noch nicht genau bekannt. Der Velebit-Frauenmantel wächst in Kalkfelsspalten, auf steinigen Alpenmatten und auf Kalkschutt in Höhenlagen von 1000 bis 2000 Meter.

## Belege
- Sigurd Fröhner: Alchemilla. In: Hans. J. Conert u. a. (Hrsg.): Gustav Hegi. Illustrierte Flora von Mitteleuropa. Band 4 Teil 2B: Spermatophyta: Angiospermae: Dicotyledones 2 (3). Rosaceae 2. Blackwell 1995, S. 216f. ISBN 3-8263-2533-8